# Li Wei
Li Wei (* 24. August 1982) ist ein chinesischer Bahn- und Straßenradrennfahrer.
Li Wei gewann bei der Asienmeisterschaft 2007 auf der Bahn zusammen mit Chen Libin, Ma Teng und Qu Xuelong die Goldmedaille in der Mannschaftsverfolgung. In den nächsten beiden Jahren konnte das Quartett seinen Titel verteidigen. Außerdem gewann er 2009 Gold in der Einerverfolgung. Bei den Asienspielen 2010 in Guangzhou gewann Wei Li jeweils die Bronzemedaille in der Einer- und in der Mannschaftsverfolgung. Seit Mitte der Saison 2011 bis Ende 2012 fuhr er für das chinesische Continental Team MAX Success Sports.

## Erfolge – Bahn
2007
- Asienmeister – Mannschaftsverfolgung (mit Chen Libin, Ma Teng und Qu Xuelong)

2008
- Asienmeister – Mannschaftsverfolgung (mit Chen Libin, Ma Teng und Qu Xuelong)

2009
- Asienmeister – Einerverfolgung
- Asienmeister – Mannschaftsverfolgung (mit Chen Libin, Ma Teng und Qu Xuelong)

2010
- Asienspiele – Einerverfolgung
- Asienspiele – Mannschaftsverfolgung (mit Xiao Jiang, Wang Jie und Wang Mingwei)

## Teams
- 2011 MAX Success Sports (ab 1. August)
- 2012 MAX Success Sports